# Qaitbey
Al-Ashraf Sayf al-Din Qa'it Bay fue el décimo octavo sultán mameluco de la dinastía buryí (1468-1496). Norcaucásico de nacimiento, fue comprado por cincuenta dinares por el noveno sultán, Barsbay (1422-1438) y liberado por el undécimo sultán, Jaqmaq (1438-1453). Con el tiempo se convirtió en el mayor promotor de las artes y la arquitectura del periodo mameluco.
Otras transliteraciones de su nombre son Qaitbay, Qaytbay o Kait Bey.
El medio siglo inmediatamente anterior a su sultanato fue un periodo de decadencia política, económica y artística. Él restableció la autoridad del sultán, estabilizó la economía y alentó el renacimiento de las artes. Condujo dieciséis campañas militares, si bien es más recordado por las espectaculares construcciones que auspició. Sus edificios embellecieron ciudades como La Meca, Medina, Jerusalén, Damasco, Alejandría y muchos barrios de El Cairo.